# Casa do cirurgião

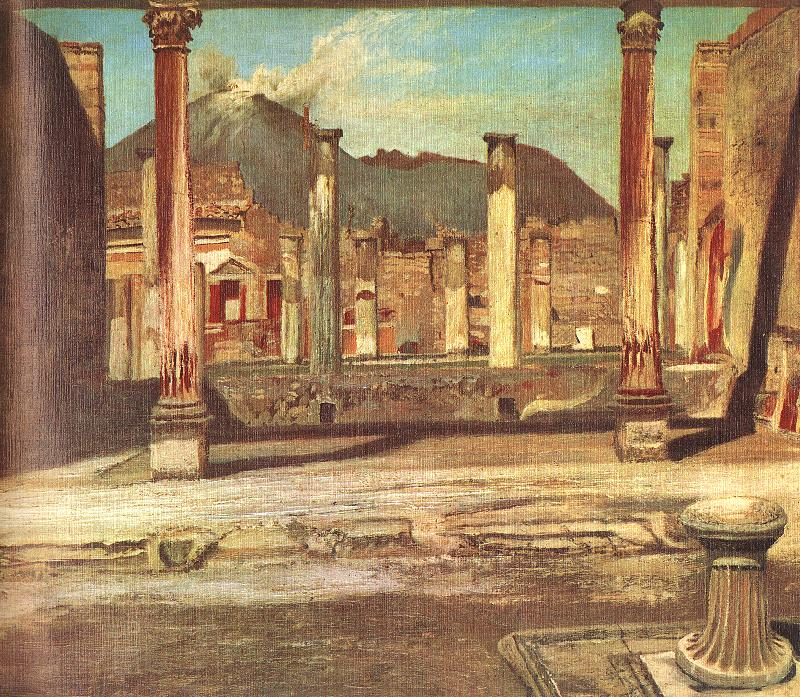
Casa do cirurgião, pintura do final do século XIX por Tivadar Kosztka Csontváry.

A Casa do cirurgião é a mais antiga e uma das casas mais famosas de Pompeia, localizada na região italiana da Campânia. Foi nomeada após instrumentos cirúrgicos antigos terem sido encontrados nela. Foi destruída pela erupção de 79 d.C. do Monte Vesúvio e descoberta em 1770 pelo espanhol Frances La Vega. A casa foi encontrada parcialmente preservada, e está aberta para a visitação de turistas. 